# Kreuzigungsbildstock (Münsterschwarzach)

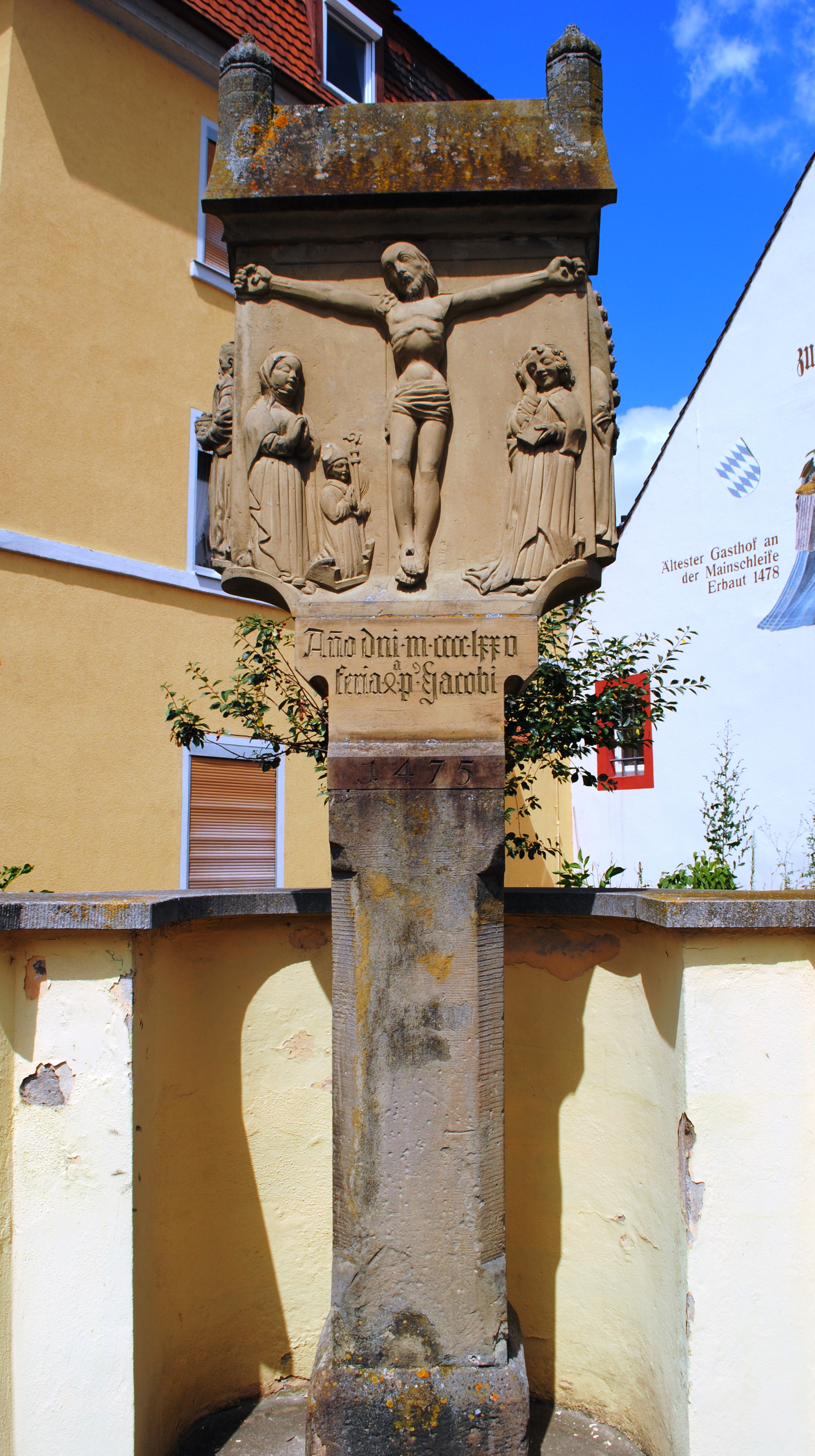
Der Bildstock in Münsterschwarzach

Der Kreuzigungsbildstock in Münsterschwarzach ist der älteste der Gemeinde. Er befindet sich an der Schweinfurter Straße direkt gegenüber der Abtei Münsterschwarzach.

## Geschichte
Der Bildstock wurde am 28. Juli 1475 aufgestellt. Im Laufe der Jahrhunderte erfolgten mehrere Renovierungen, die auf der rechten, unteren Seite des Bildstocks vermerkt sind: „Renov. 1787/ 1883-1920/ Erneuert/ 1963/ Bildstockaktion/ Landkreis Kitzingen/ H. Dresch.“ Das Bayerische Landesamt für Denkmalpflege ordnet den Bildstock als Baudenkmal unter der Nummer D-6-75-165-32 ein.

## Beschreibung
Der Bildstock stellt auf der Straßenseite eine Kreuzigungsgruppe dar mit dem Gekreuzigten, Maria und Johannes. Zwischen Maria und Jesus ist der damalige Abt des Klosters Münsterschwarzach Martin (1466–1494) kniend dargestellt. Eine gotische Minuskel unterhalb der Szene lautet: „Ano• dni• m• cccc• lxxv/ feria• quart a• p• Jacobi“ (Im Jahre des Herrn 1475 am Mittwoch nach Jacobi).
An den schmaleren Seiten stehen die Heiligen Felicitas (rechts) und Benedikt (links). Oben endet der Bildstock in einem von zwei Türmen bekrönten Satteldach. Die Rückseite zeigt den toten Jesus mit auf die Brust gesunkenem Haupt und Maria und Johannes, die ihn anbeten. Auch dort befindet sich die gleiche Inschrift. Auf einen Schreibfehler des Restaurators ist das Wort „qrta“ zurückzuführen.